# El padre Brown, detective
El padre Brown, detective (título original: Sanctuary of Fear) es una película estadounidense de suspenso y misterio de 1979, dirigida por John Llewellyn Moxey, escrita por Gordon Cotler y Don Mankiewicz, está basada en los cuentos de G.K. Chesterton, musicalizada por Jack Elliott y Allyn Ferguson, en la fotografía estuvo Ronald M. Lautore y los protagonistas son Barnard Hughes, Michael McGuire y George Hearn, entre otros. El filme fue realizado por Marble Arch Productions y se estrenó el 23 de abril de 1979.

## Sinopsis
Un sacerdote de Manhattan al que le gusta resolver crímenes, ayuda a una joven actriz. Ella está siendo parte de una serie de hechos raros que no puede explicar y sus denuncias a la policía son en vano.